# Гидроарсенат бария
Гидроарсена́т ба́рия (ки́слый мышьяковоки́слый ба́рий, химическая формула — BaHAsO4) — неорганическая, кислая бариевая соль мышьяковой кислоты. 
При стандартных условиях, гидроарсенат бария — бесцветные кристаллы, не растворимые в воде. Образует кристаллогидрат.

## Физические свойства
Гидроарсенат бария образует бесцветные кристаллы, не растворяется в воде.
Образует кристаллогидрат состава BaHAsO4•H2O.

## Химические свойства
- При нагревании кристаллогидрат теряет воду:

{\displaystyle {\mathsf {BaHAsO_{4}\cdot H_{2}O\ {\xrightarrow {150^{o}C}}\ BaHAsO_{4}+H_{2}O}}}
- При сильном нагревании, образуется диарсенат бария:

{\displaystyle {\mathsf {2BaHAsO_{4}\ {\xrightarrow {T}}\ Ba_{2}As_{2}O_{7}+H_{2}O}}}